# Carmen Posadas
Carmen Posadas (Montevideo, 1953. augusztus 13. –) uruguayi spanyol gyerek- és ifjúsági regényíró. Tévéműsorok és filmek forgatókönyveit is írja. A Premio Planeta de Novela díj nyertese.

## Életrajz
Montevideóban született 1953-ban egy uruguayi diplomata lányaként. 1965-ben Madridba költözött, mellette sok fővárosban lakott, ahol apja nagykövet volt, ilyenek Moszkva, Buenos Aires és London.
Az Oxfordi Egyetemen tanult, de nem diplomázott le, mert 1972-ben hozzáment Rafael de Cuetóhoz. Két gyermekük született, Sofía (1975) és Jimena (1978). 1983-ban elvált, és hozzáment Mariano Rubióhoz. 1985-ben kapta meg a spanyol állampolgárságot. 1988-ban a spanyol közszolgálati televízió, az RTVE műsorvezetője lett.
Irodalmi munkásságát az 1980-es évek elején film- és televíziós forgatókönyvek, valamint gyermek- és ifjúsági regények írásával kezdte. 1984-ben megnyerte a Premio Nacional de Literatura spanyol írodalmi díjat. 1996-ban kiadta első könyvét, a Cinco Moscas Azulest (Öt kék légy), ami az év egyik legeredetibb és legsikeresebb könyve lett, ez a nemzetközi hírnevet is meghozta számára. 1998-ban második regénye, a Pequeñas infamias elnyerte a rangos Planeta-díjat.
La bella Otero című regényéből film is készült, az El buen sirviente.
Azóta több mint egy millió példányban jelent meg, több mint ötven országban, és 23 nyelvre fordították le. Legutóbbi sikerkönyve a 2018-as La maestra de títeres.
2002-ben a Newsweek kritikusa nemzedékének egyik legkiemelkedőbb latin-amerikai írónőjének nevezte.
Öccse, Gervasio Posadas is elismert író.

## Bibliográfia
- Una cesta entre los juncos. 1980. Gyerekmese
- El cazador y el pastor. 1980. Gyerekmese
- El chico de la túnica de colores. 1980. Gyerekmese
- Hacia una tierra desconocida. 1980. Gyerekmese
- El Niño de Belén. 1980. Gyerekmese
- El pastor que llegó a ser Rey. 1980. Gyerekmese
- El señor viento Norte. 1983. Gyerekmese. (a National Literature Prize 1984 nyertese)
- El parque de papel. 1984. Tankönyv
- Escena improbable. 1986. Interjúk. Lucrecia King-Hedinger együttműködésével
- Kiwi. 1986. Gyerekmese
- Hipo canta. 1987. Gyerekmese
- Yuppies, jet set, la movida y otras especies. 1987. Esszé
- El síndrome de Rebeca: guía para conjurar fantasma. 1988. Esszé
- Mi hermano Salvador y otras mentiras. 1990. Novellák
- El mercader de sueños y otros relatos. 1990. Novellák
- Una ventana en el ático. 1993. Regény
- Padres, padres. 1993. Esszé
- María Celeste. 1994. Gyerekmese
- Liliana, bruja urbana. 1995. Gyerekmese
- Cinco moscas azules. 1996. Regény
- Nada es lo que parece. 1997. Esszé
- Pequeñas infamias. 1998. Regény. (a Planeta-díj 1998 nyertese)
- Encuentro con Cousteau en el polo Sur. 1999. Novellák
- Un veneno llamado amor. 1999. Esszé
- Tú y yo tan raros como siempre. 1999. Novellák. A gyűjteményben: Hijas y padres
- Dorilda. 2000. Gyerekmese
- La bella Otero. 2001. Regény
- Por el ojo de la cerradura. 2001. Esszé
- El peinador de ideas. 2002. Novellák
- La hernia de Viriato. 2002. Esszé. Sofía lánya együttműködésével
- El buen sirviente. 2003. Regény
- Dorilda y Pancho. 2003. Gyerekmese
- A la sombra de Lilith. 2004. Esszé. Sophie Courgeon együttműkődésével
- Cuac. 2004. Gyerekmese
- Elemental, querido Freud. 2005. Novellák. Ebben az antológiában: Mujeres en ruta
- El Amante Nubio. 2005. Regény[3]
- Juego de niños. 2006. Regény
- Hipo Canta. 2006. Gyerekmese
- Literatura, adulterio y Visa platino. 2007. Novellák
- Hoy caviar, mañana sardinas. 2008. Regény. Öccse, Gervasio Posadas együttműködésével
- La cinta roja. 2008. Regény
- Mi primer libro sobre Machado. 2009. Gyerekmese
- Invitación a un asesinato. 2010. Regény
- El testigo invisible. 2013. Regény
- Medea. 2014. Regény
- El síndrome de Rebeca. 2014. Esszé
- Usted primero. 2015. Esszé
- La hija de Cayetana. 2016. Regény
- La maestra de títeres. 2018. Regény

## Magyarul
- Öt kék légy; ford. Dornbach Mária; Kossuth; Bp. 2014 (Spanyol krimik)[4]
- Meghívás gyilkosságra; ford. Dobos Éva; Kossuth; Bp. 2014 (Spanyol krimik)[1]

A Meghívás gyilkosságra című bűnügyi regénye 2010-ben jelent meg, és számos művéhez hasonlóan 21 nyelvre fordították le, és 40 országban adták ki.

## Irodalmi díjai
- 1984: Ministry of Culture Award for best children's book published
- 1998: Planeta-díj
- 2004: Apelles Mestres Award for Children's Literature
- 2007: Sent Sovi Gastronomy Award of Literature
- 2008: Culture Award Madrid
- 2011: Journalism Camilo José Cela Award
- 2011: ABC Cultural & Ámbito Cultural Award
- 2011: Cartagena Historical Novel Award
- 2014: Glauka Award
- 2014: Brazier Award, Goncourt Gastronomic French Novel

Carmen Posadas a madridi Európai Egyetem igazgatója, amely megalapította a Carmen Posadas Tanszéket.
2010-ben tiszteletbeli tanára lett a Perui Egyetemnek.

## Fordítás
- Ez a szócikk részben vagy egészben  a   Carmen Posadas című angol Wikipédia-szócikk ezen változatának fordításán alapul.  Az eredeti cikk szerkesztőit annak laptörténete sorolja fel. Ez a jelzés csupán a megfogalmazás eredetét és a szerzői jogokat jelzi, nem szolgál a cikkben szereplő információk forrásmegjelöléseként.